# Buchuti Gurgenidze
Buchuti Gurgenidze, gruz. ბუხუტი გურგენიძე (ur. 13 listopada 1933 w Surami, zm. 24 maja 2008 w Tbilisi) – gruziński szachista i trener szachowy, arcymistrz od 1970 roku. 

## Kariera szachowa
Pomiędzy 1955 a 1973 rokiem dwunastokrotnie zwyciężał w indywidualnych mistrzostwach gruzińskiej SRR. W latach 1957–1960 czterokrotnie uczestniczył w drużynowych mistrzostwach świata studentów, zdobywając wraz z zespołem ZSRR dwa złote i dwa srebrne medale. Dziewięciokrotnie awansował do finałów indywidualnych mistrzostw ZSRR, najlepszy wynik osiągając w roku 1958 w Rydze, gdzie zajął VIII miejsce. 
Odniósł wiele sukcesów w turniejach indywidualnych (również międzynarodowych), m.in. w:
- Sofii (1958, I-III m.),
- Tbilisi (1965, I-II m. z Romanem Dżindżichaszwilim i 1969, I-II m. z Michaiłem Talem),
- Kisłowodzku (1968, II-III m. za Jefimem Gellerem, wspólnie z Jewgienijem Wasiukowem),
- Gori (1968, II-III m. za Michaiłem Talem, wspólnie z Jefimem Gellerem),
- Hradec Kralove (1976, I-II m. wspólnie z Aivarsem Gipslisem),
- Ołomuńcu (1976, I m.)

Największy sukces w karierze osiągnął w 1993 r. w Bad Wildbad, zdobywając tytuł wicemistrza świata "weteranów" (zawodników powyżej 60. roku życia). Według systemu rankingowego Chessmetrics, najwyższą punktację osiągnął w lipcu 1958 r., posiadał wówczas 2643 punkty i zajmował 29. miejsce na świecie.
W swojej karierze trenera współpracował z najlepszymi szachistkami swoich czasów, mistrzyniami świata Noną Gaprindaszwili i Mają Cziburdanidze oraz wicemistrzyniami Naną Ioseliani i Naną Aleksandriją. W latach 90. pełnił również funkcję wiceprezydenta Gruzińskiej Federacji Szachowej.
Niekonwencjonalnie podchodząc do teorii debiutów wprowadził do praktyki kilka wariantów:
- kontratak Gurgenidze w obronie Caro-Kann - 1.e4 c6 2.d4 d5 3.Sc3 b5
- wariant Gurgenidze w obronie Caro-Kann - 1.e4 c6 2.d4 d5 3.Sc3 g6
- wariant Gurgenidze w obronie sycylijskiej - 1.e4 c5 2.Sf3 Sc6 3.Gb5 g6 4.0-0 Gg7 5.We1 e5 6.b4